# La Gazette de Berlin
La Gazette de Berlin è un periodico generalista francofono pubblicato in Germania. Fondato nel 2006 da Présent-Griot, è destinato ai 400.000 francofoni che secondo le stime vivono in Germania. La redazione, composta da francesi, svizzeri e tedeschi, ha sede a Berlino-Prenzlauer Berg.
Il nome ed il logo del giornale (un'aquila che tiene negli artigli una pergamena ed una piuma per scrivere) provengono dall'omonimo periodico francofono fondato in Prussia nel 1743.
La Gazette de Berlin è distribuita nei chioschi a Berlino, Amburgo, Monaco di Baviera, Francoforte sul Meno, Colonia, Düsseldorf, Bonn ed in numerose altre città della Germania. Il primo numero è stato stampato il 1º giugno 2006.